# Witbuikbosral
De witbuikbosral (Aramides albiventris) is een vogel uit de familie van de rallen, koeten en waterhoentjes (Rallidae).

## Verspreiding en leefgebied
Dit geslacht telt vijf ondersoorten:
- A. a. mexicanus: oostelijk Mexico.
- A. a. vanrossemi: van zuidelijk Mexico tot zuidwestelijk Guatemala en westelijk El Salvador.
- A. a. albiventris: Yucatán, Belize en noordelijk Guatemala.
- A. a. pacificus: Honduras en Nicaragua.
- A. a. plumbeicollis: noordoostelijk Costa Rica.

## Status
De grootte van de populatie is in 2019 geschat op 50-500 duizend volwassen vogels. Op de Rode lijst van de IUCN heeft deze soort de status niet bedreigd.